# Carfizzi
Carfizzi é uma comuna italiana da região da Calábria, província de Crotone, com cerca de 868 habitantes. Estende-se por uma área de 20 km², tendo uma densidade populacional de 43 hab/km². Faz fronteira com Cirò, Melissa, Pallagorio, San Nicola dell'Alto, Umbriatico.

## Demografia
| Variação demográfica do município entre 1861 e 2011                               |
|                                                                                   |
| Fonte: Istituto Nazionale di Statistica (ISTAT) - Elaboração gráfica da Wikipedia |